# ATCC全國大專院校商業個案競賽
ATCC全國大專院校商業個案競賽是台灣一項面對大學生的商業競賽，開始於2003年。該競賽由參與企業發出題目，參賽的大學生根據企業發出的題目提出解決方案，提交計畫書，從中選出優勝者。2019年，該競賽的冠軍將可以獲得20萬新台幣的獎勵。